# イタリアの起源から現在までの歴史
イタリアの起源から現在までの歴史（伊：Storia d'Italia dalle origini fino ai nostri giorni）は、チェザーレ・バルボがイタリア半島を文化を共有する一つの地域として捉え、その歴史を叙述的にまとめた歴史書・学術書である。イタリア統一運動で大きな役割を果たした。

## 成立までの過程
イタリア統一運動の志士の一人として知られるチェザーレ・バルボは、蜂起や革命による統一ではなく緩やかな改革や統一を目指す穏健派の中心人物の一人であった。その中でも、彼はピエモンテ、ロンバルディア、サルデーニャ、ヴェネト、シチリアなどイタリア的文化を共有する各地域による、連邦制での緩やかな統合を目指した。
しかしそれは、自らが革命的英雄となって王政による統一国家を望むカルロ・アルベルトや、ネオグェルフ主義の中心人物として教皇を中心とする立憲君主制を目指したヴィンチェンツォ・ジョベルティとの対立を齎し、バルボは政界から追われた。
その後バルボは作家・歴史家として執筆活動に専念。1844年に出版された『イタリアの希望』（『Le speranze d'Italia』）に続き、1846年11月16日には『イタリアの起源から現在までの歴史』を出版した。これはサルデーニャ王国、トスカーナ大公国、パルマ公国、両シチリア王国、ロンバルド＝ヴェネト王国、そして教皇領と分裂するイタリア半島を、イタリア的文化を共有する一つの「国家的地域」と見なして、おおよそローマ帝国に始まるその起源から19世紀にいたるまでの歴史を叙述的に記したものであった。それまでにもイタリア半島に生まれた国家の歴史書などは一定程度編纂されてきたが、上記したように小国に分裂するイタリア半島を一つの地域と見なしてどの国にも偏らず同時並行的に半島の歴史を述べた本書は、各国の国民に「自分たちは同じイタリア人である」という民族的アイデンティティの形成を促した。
その後、改革が進んだサルデーニャ王国は首相という役職を設けるが、『イタリアの希望』や本書の功績が認められたチェザーレ・バルボは初代サルデーニャ王国首相に就任している。

## 構成
第一章：最初の時代　「原始的な人々」　紀元前2600年頃‐紀元前390年頃
第二章：第二の時代　「共和制ローマの統治」　紀元前390年頃‐紀元前30年頃
第三章：第三の時代　「ローマ皇帝」　紀元前30年頃‐476年
第四章：第四の時代　「野蛮な時代」　476年‐774年
第五章：第五の時代　「皇帝と王の統治」　774年‐1073年
第六章：第六の時代　「都市国家の時代」　1073年‐1492年
第七章：第七の時代　「外国の優勢」　1492年‐1814年
付録　1814年‐1848年